# Карл Тайке
Карл Тайке (нім. Carl Albert Hermann Teike; нар. 5 лютого 1864 — пом. 28 травня 1922) — німецький диригент та композитор творів для військового оркестру. Найвідомішими композиціями Тайке є марші Alte Kameraden та Graf Zeppelin.

## Біографія
Народився у родині коваля в Альтдаммі близ Щецина, був четвертою з 14 дитиною у цій сім'ї. Вчитися грі на різних інструментах почав в місті Волін у віці 14 років, де на чотири роки стає учасником ансамблю Беттхера на приморському курорті Мендзиздроє. З 1883 року на військовій службі — гобоїст Гренадерського полку «Короля Карла» з дислокацією в Ульмі, де компонує свій перший марш Prinz Albrecht (1885) та інші, з котрих згодом найвідомішим стає Alte Kameraden. Після демобілізації виконував обов'язки співробітника міської поліції Ульма, а після 1895-го — Потсдама.
У 1908 р. Тайке звільняється з поліції за станом здоров'я. Після одужання працював на пошті в Ландсбергу-на-Варті, де й помер 1922 року. Городяни на його честь спорудили пам'ятник, котрий, як і могила, були сплюндровані після відторгнення від Німеччини значної частини Бранденбурга в 1945 році та приєднання цієї території до Польщі. Також з 2007 року на вшанування пам'яті композитора в місті проводиться фестиваль духових оркестрів.